# Jednostka regionalna Naksos
Jednostka regionalna Naksos (nwgr.: Περιφερειακή ενότητα Νάξου) – jednostka administracyjna Grecji w regionie Wyspy Egejskie Południowe. Powołana do życia 1 stycznia 2011 w wyniku przyjęcia nowego podziału administracyjnego kraju. W 2021 roku liczyła 21 tys. mieszkańców.
W skład jednostki wchodzą gminy:
- Amorgos (2),
- Naksos i Mikres Kiklades (1).